# Ikarus 435T
Ikarus 435T — высокопольный сочленённый троллейбус особо большой вместимости, производившийся на базе автобуса Ikarus 435 венгерской фирмой Ikarus. Выпускался мелкими партиями с 1994 по 1996 год.

## Описание
Является преемником серийного троллейбуса модели Ikarus 280T. Внешне и внутренне практически ничем не отличается от своего автобусного собрата. Устанавливалось электрооборудование фирм Ganz и Obus-Kiepe.

## История
Ввиду устаревания модели Ikarus-280T (равно как и остального модельного ряда 200-го серии) было принято решение наладить выпуск нового троллейбуса на основе более современной, в то время, модели автобуса — Ikarus 435. В 1992 году был выпущен первый опытный экземпляр троллейбуса этого семейства под индексом Ikarus 435TD. Ikarus 435TD стал вторым в истории Венгрии троллейбусом, оснащённым автономным ходом на основе дизель-генератора и одновременно —— единственной сочленённой моделью троллейбуса в таком исполнении. В данном исполнении этот троллейбус можно назвать дуобусом в силу наличия двигателя внутреннего сгорания и также является одним из немногих дуобусов, спроектированных на Ikarus'е. В начале 2000-х годов единственный экземпляр троллейбуса Ikarus-435TD был перестроен в автобус модификации Ikarus 435.40, вследствие чего вся электротяговая составляющая была удалена, а вместо двигателя MAN D2866 получил другой, более мощный мотор марки Rába D10. До недавнего времени в истории Европы Ikarus-435TD был единственным сочленённым троллейбусом с дизельным автономным ходом. В 2013 году белорусское предприятие «Белкоммунмаш» выпустила аналогичный дизель-троллейбус АКСМ-433 «Витовт Max Duo», который, в отличие от проекта в основе семейства Ikarus 435, был первоначально создан с оглядкой на одиночную модель троллейбуса АКСМ-420.
В 1994 году Ikarus начал серийный выпуск упрощённой модификации троллейбуса Ikarus-435.81 без автономного хода. Ввиду небольших заказов и высокой стоимости производства Ikarus-435T был снят с производства в 1996 году.
В 2006—2015 годах Ikarus 435.81 подвергался двум различным модернизациям. Модернизация в тип Ikarus 435.81M проводилась длинными перерывами с сентября 2006 по май 2015 года. От немодернизированного собрата он отличается другим оборудованием Kiepe и сохранённой тиристорно-импульсной системой управления. Модернизация в тип Ikarus 435.81F производилась с января по май 2013 года. В отличие предыдущей модернизированной версии, Ikarus 435.81F оснащён асинхронным электрооборудованием и транзисторной системой управления вместо ТИСУ.

## Модификации
- Ikarus 435TD — опытный, оснащён автономным ходом на базе дизельного двигателя MAN. Выпущен в 1992 году и с пассажирами не работал. В 2001 году перестроен в автобус.
- Ikarus 435.81 — производился в 1994-1996 годах. Всего было произведено 15 экземпляров и все они были отправлены в Будапешт. Один был списан в апреле 2014 года, когда как остальные были модернизированы. Последний прошёл модернизацию в феврале 2015 года.
- Ikarus 435.81F — модернизация 2013 года. С января этого года по май 2013 года были модернизированы 9 стандартных Ikarus-435.81.
- Ikarus 435.81M — более старая модернизация, которой с сентября 2006 по май 2015 года подверглись 5 троллейбусов Ikarus-435.81.